# Wasaga Beach (Ontario)
Wasaga Beach to miejscowość (ang. town) w Kanadzie, w prowincji Ontario, w hrabstwie Simcoe. Położona jest u południowych brzegów wielkiej zatoki jeziora Huron, Georgian Bay, a ściślej - nad jej najbardziej na południe wysuniętą częścią, zwaną zatoką Nottawasaga.
Powierzchnia Wasaga Beach to 58,45 km².
Według danych spisu powszechnego z roku 2001 Wasaga Beach liczy 12 419 mieszkańców (212,47 os./km²).